# Дженоа (Колорадо)
Дженоа (англ. Genoa) — місто (англ. town) в США, в окрузі Лінкольн штату Колорадо. Населення — 153 особи (2020).

## Географія
Дженоа розташована за координатами 39°16′42″ пн. ш. 103°29′56″ зх. д. / 39.27833° пн. ш. 103.49889° зх. д. (39.278330, -103.498786).  За даними Бюро перепису населення США в 2010 році місто мало площу 0,93 км², уся площа — суходіл.

## Демографія
Згідно з переписом 2010 року, у місті мешкало 139 осіб у 61 домогосподарстві у складі 37 родин. Густота населення становила 150 осіб/км².  Було 84 помешкання (91/км²).
Расовий склад населення:
| - 95,0 % — білих - 3,6 % — чорних або афроамериканців |

До двох чи більше рас належало 1,4 %. Частка іспаномовних становила 5,8 % від усіх жителів.
За віковим діапазоном населення розподілялося таким чином: 28,8 % — особи молодші 18 років, 51,8 % — особи у віці 18—64 років, 19,4 % — особи у віці 65 років та старші. Медіана віку мешканця становила 42,5 року. На 100 осіб жіночої статі у місті припадало 90,4 чоловіків;  на 100 жінок у віці від 18 років та старших — 86,8 чоловіків також старших 18 років.
Середній дохід на одне домашнє господарство  становив 52 329 доларів США (медіана — 37 321), а середній дохід на одну сім'ю — 54 804 долари (медіана — 44 375). 
Цивільне працевлаштоване населення становило 48 осіб. Основні галузі зайнятості: освіта, охорона здоров'я та соціальна допомога — 25,0 %, публічна адміністрація — 18,8 %, мистецтво, розваги та відпочинок — 18,8 %.